# Phi Brain: Kami no Puzzle
Phi Brain: Kami no Puzzle (ファイ・ブレイン 神のパズル?, Fai Burein Kami no Pazuru) è una serie televisiva anime del 2011 prodotta dalla Sunrise e trasmessa da NHK dal 2 ottobre 2011. La serie è diretta da Jun'ichi Satō su sceneggiatura di Mayori Sekijima. Hajime Yatate, il nome collettivo dello staff creativo della Sunrise, è accreditato come autore della storia. Dalla serie è stato tratto un manga realizzato da Yoshiki Togawa e serializzato sulla rivista della Kadokawa Shoten's Newtype dal novembre 2011.

## Trama
Kaito, uno studente di sedici anni delle scuole superiori con la passione per i puzzle, è in possesso del bracciale di Orfeo, un enigmatico oggetto che gli permette di sfruttare appieno le potenzialità del suo cervello, pur togliendogli ogni energia. Lui e la sua amica Nonoha trovano un puzzle che non può essere risolto vicino alla loro scuola. Il puzzle si rivela essere il pericolosissimo "puzzle del filosofo" creato dal misterioso gruppo P.O.G. (Puzzle Of God). Dopo essere riusciti a risolvere il puzzle, Kaito viene designato come Solver e, affiancato da alcun compagni, comincia la lotta contro il P.O.G. risolvendo i "puzzle del filosofo" in tutto il mondo.

## Personaggi

### Protagonisti
Kaito Daimon (大門カイト?, Daimon Kaito)
Doppiato da Shintarō Asanuma
È una matricola del liceo che frequenta. Al primo impatto è un ragazzo il cui unico interesse è risolvere tutti i puzzle e gli enigmi che gli vengono proposti, di qualunque genere e difficoltà. Dopo il primo episodio diventa un Solver con il titolo di Einstein e uno dei figli del Phi brain a causa del suo bracciale di Orfeo, che porta sul braccio sinistro fino all'Episodio 23, dove viene distrutto. Grazie a questo bracciale Kaito è capace di utilizzare il suo Cervello al massimo delle capacità e trovare una soluzione anche in situazioni tragiche. Mentre il Bracciale di Orfeo è attivo in suo occhio sinistro si illumina di rosso e il suo unico obiettivo è la risoluzione del puzzle che gli è di fronte. Ne vanno a discapito le energie, almeno all'inizio della serie rimane svenuto per più ore dopo il suo utilizzo, e le emozioni. Prima di relazionarsi con gli altri ragazzi con i titoli la sua unica e migliore amica era Nonoha Itou. In più occasioni Kaito le mostra senso di protezione e nel caso le dica qualcosa che ritiene falso o offensivo viene attaccato da una sua mossa di karate.
Kaito odia tremendamente le cipolle e considera i membri del Puzzle Club della scuola incapaci di creare un puzzle di qualità, come mostrato già dal primo in cui risolve un sudoku di difficoltà estremamente elevata in pochissimi secondi.
Ha un rapporto di sfida leale contro il secondo miglior solver della scuola, Sakunuoe Gammon, e le loro sfide sfociano dalla risoluzione di Puzzle a chi finisce prima di mangiare o a chi ordina di più.
Nonoha Itou (井藤ノノハ?, Itō Nonoha)
Doppiata da Kaori Shimizu
Nonoha Itou è la migliore e inizialmente unica amica di Kaito. Lo segue e lo aiuta in tutte le sfide a lui proposte dalla P.O.G. ma come supporto morale dato che non ha molta dimestichezza con i Puzzle. È una grande appassionata di attività sportive e partecipa a quasi tutti i club sportivi della scuola, tra quelli visti ci sono Judo, Calcio, Pallavolo, Baseball e Nuoto. Ama anche cucinare e i suoi piatti, principalmente biscotti e dolcetti sono amati da tutto il gruppo meno Kaito che li ritiene un'"arma di distruzione di massa" e si spaventa al solo vederli.
Gammon Sakanoue (逆之上ギャモン?, Sakanōe Gyamon)
Doppiato da Jun Fukuyama
È il secondo miglior Solver delle scuola dopo Kaito e possiede il titolo di Galileo. Il suo maggior interesse è ottenere i premi della risoluzione dei Puzzle, rimanendo puntualmente dispiaciuto dopo che Kaito rinuncia al premio o il premio è qualcosa senza valore economico. Dopo essere diventato amico di Kaito inizia con lui una rivalità che quasi causerà le loro rispettive morti durante la conclusione della serie, ma che si stabilizzerà nella seconda serie. Ha una sorella più giovane a cui deve badare. Si guadagna da vivere creando puzzle per varie riviste del settore. Ha una cotta segreta per Nonoha.
Cubic Galois (キュービック・G?, Kyūbikku Garoa)
Doppiato da Kouki Miyata
È il più giovane del gruppo a causa degli anni di scuola saltati per le sue notevoli capacità mentali, tanto da fargli guadagnare il titolo di Edison. È un grande amante della matematica e dell'ingegneria informatica, tanto che costruisce vari robot che aiuteranno il gruppo in più situazioni. Inizialmente odiava i puzzle, ma dopo essere diventato amico di Kaito inizia ad apprezzarli e a risolverli a sua volta, naturalmente non alla sua stessa velocità.
Ana Gram (アナ・グラム?, Ana Guramu)
Doppiato da Satsuki Yukino
È un ragazzo con la grandissima passione per l'arte che gli ha conferito il titolo di Da Vinci. Pur essendo maschio ha deciso di vestirsi da femmina e chiunque, a meno che non lo venga a sapere da lui stesso, crede che sia una ragazza. Grazie a questo suo travestimento perfetto riesce a vincere un concorso di travestimento pur non partecipandoci. Oltre alla sua innata abilità nel dipingere ha anche la strana capacità di percepire le emozioni delle persone intorno a lui.
Souji Jikugawa (ジクカワ ソウジ?, Jikukawa Souji)
Doppiato da Akira Ishida
È l'ultimo, più anziano ed esterno membro del gruppo, presidente del corpo studentesco. Ha il titolo di Newton e lo si vede sempre con un succo di mela in scatola a citazione della leggenda della mela di Newton. Dopo non essere stato capace di ottenere il Bracciale di Orfeo nel labirinto dietro la scuola ha deciso di diventare Giver della P.O.G. sotto il nome di Minotaur. È proprio lui che dona a Kaito il portatile su cui riceve le richieste di sfida della P.O.G. e si impegna con lui nello sfidare l'organizzazione.

### P.O.G. (Puzzle of God)
Rook Banjō Crossfield (ルーク・盤城・クロスフィールド?, Rūku Banjō Kurosufīrudo)
Doppiato da Takahiro Sakurai
Bishop (ビショップ?, Bishoppu)
Doppiato da Mamoru Miyano
Elena Himekawa (姫川 エレナ?, Himekawa Elena)
Doppiato da Megumi Nakajima
Jin Makata (真方ジン?, Makata Jin)
Doppiato da Takehito Koyasu
Baron Kaido (カイドウ バロン?, Kaidō Baron)
Doppiato da Keiji Fujiwara

### Ordine di Orfeo
Freecell (フリーセル?, Furīseru)
Doppiato da Hiroshi Kamiya
Pinochle (ピノクル?, Pinokuru)
Doppiato da Tomokazu Sugita
Doubt (ダウト?, Dauto)
Doppiato da Daisuke Ono
Melancholy (メランコリィ?, Merankorī)
Doppiato da Momoko Saito
Mizerka (ミゼルカ?, Mizeruka)
Doppiato da Yōko Hikasa
Whist (ホイスト?, Hoisuto)
Doppiato da Katsuyuki Konishi

### Altri personaggi
Tamaki Chieno (千枝乃 タマキ?, Chieno Tamaki)
Doppiato da Rina Satō
Airi Mizutani (水谷 アイリ?, Mizutani Airi)
Doppiato da Mai Goto
Naoki Takeda (武田 ナオキ?, Takeda Naoki)
Doppiato da Masahito Yabe
Miharu Sakanoue (逆之上ミハル?, Sakanoue Miharu)
Doppiato da Ayana Taketatsu

## Media

### Anime
La serie televisiva anime della Sunrise è stata trasmessa da NHK dal 2 ottobre 2011 al 1º aprile 2012 per venticinque episodi. I diritti dell'anime sono stati acquistati in America Settentrionale dalla Sentai Filmworks che ha trasmesso la serie su The Anime Network. Una seconda stagione dell'anime è iniziata in Giappone l'8 aprile 2012, per ulteriori venticinque episodi.

#### Episodi
| Nº                         | Giapponese 「Kanji」 - Rōmaji                                 | In onda           | In onda |
| Nº                         | Giapponese 「Kanji」 - Rōmaji                                 | Giapponese        |         |
| Prima serie (25 episodi)   |                                                               |                   |         |
| 1                          | 「迷宮にひそむ契約」 - Meiro ni hisomu keiyaku                | 2 ottobre 2011    |         |
| 2                          | 「賢者の報酬」 - Kenja no hōshū                               | 9 ottobre 2011    |         |
| 3                          | 「天才少年の憂鬱」 - Tensai shōnen no yū utsu                 | 16 ottobre 2011   |         |
| 4                          | 「密室の少女」 - Misshitsu no shōjo                           | 23 ottobre 2011   |         |
| 5                          | 「悪夢からの招待状」 - Akumu kara no shōtaijō                 | 30 ottobre 2011   |         |
| 6                          | 「光への復活」 - Hikari he no fukkatsu                        | 6 novembre 2011   |         |
| 7                          | 「ノノハの称号」 - Nonoha no shōgō                            | 13 novembre 2011  |         |
| 8                          | 「カニ！温泉！パズル王！」 - Kani! Onsen! Pazuru-ō!           | 20 novembre 2011  |         |
| 9                          | 「落ちたリンゴと道の続き」 - Ochita Ringo to Michi no Tsuzuki | 27 novembre 2011  |         |
| 10                         | 「女王の国へようこそ」 - Joō no Kunie Yōkoso                  | 4 dicembre 2011   |         |
| 11                         | 「女王様の逆襲」 - Joō-sama no Gyakushū                       | 11 dicembre 2011  |         |
| 12                         | 「再会のパズルタイム」 - Saikai no Pazuru Taimu               | 18 dicembre 2011  |         |
| 13                         | 「決別の塔」 - Ketsubetsu no Tō                               | 25 dicembre 2011  |         |
| 14                         | 「友情の資格」 - Yūjō no Shikaku                              | 8 gennaio 2012    |         |
| 15                         | 「蒼い太陽、緋い月」 - Aoi Taiyō, Akai Suki                   | 15 gennaio 2012   |         |
| 16                         | 「断罪の迷宮(ラビリンス)」 - Danzai no Rabirinsu              | 22 gennaio 2012   |         |
| 17                         | 「真実」 - Shinjitsu                                          | 29 gennaio 2012   |         |
| 18                         | 「光への反逆」 - Hikari e no Hangyaku                         | 5 febbraio 2012   |         |
| 19                         | 「裏切りの証明」 - Uragiri no Shōmei                          | 12 febbraio 2012  |         |
| 20                         | 「加速する挑戦者」 - Kasokusuru Chōsensha                     | 19 febbraio 2012  |         |
| 21                         | 「光る涙」 - Hikaru Namida                                    | 26 febbraio 2012  |         |
| 22                         | 「志を継ぐもの」 - Kokorozashi wo Tsugumono                   | 4 marzo 2012      |         |
| 23                         | 「残された選択肢」 - Nokosareta Sentakushi                    | 11 marzo 2012     |         |
| 24                         | 「永遠の存在」 - Eien no Sonzai                               | 18 marzo 2012     |         |
| 25                         | 「パズルタイムの始まりだ！」 - Pazuru Taimu no Hajimari da!   | 25 marzo 2012     |         |
| Seconda serie (25 episodi) |                                                               |                   |         |
| 1                          | 「オルペウス・オーダー」 - Orupeusu ōdā                       | 8 aprile 2012     |         |
| 2                          | 「心の闇」 - Kokoro no yami                                   | 15 aprile 2012    |         |
| 3                          | 「ぺろりんぽろりんのワナ」 - Perori n porori n no wana        | 22 aprile 2012    |         |
| 4                          | 「騎士たちの夜」 - Kishi-tachi no yoru                        | 29 aprile 2012    |         |
| 5                          | 「迷えるガリレオ」 - Mayoeru garireo                          | 6 maggio 2012     |         |
| 6                          | 「決闘はパズルの調べ」 - Kettō wa pazuru no shirabe           | 13 maggio 2012    |         |
| 7                          | 「約束」 - Yakusoku                                           | 20 maggio 2012    |         |
| 8                          | 「ほわわんをあげたい」 - Howawan o agetai                     | 27 maggio 2012    |         |
| 9                          | 「笑顔の真実」 - Egao no shinjitsu                            | 3 giugno 2012     |         |
| 10                         | 「パズルタイムが始まらない！」 - Pazuru taimu ga hajimaranai! | 10 giugno 2012    |         |
| 11                         | 「ノノハだって解きたい！」 - Nonoha datte tokitai!            | 17 giugno 2012    |         |
| 12                         | 「(ミノタウロスの誘惑」 - Minotaurosu no Yūwaku               | 24 giugno 2012    |         |
| 13                         | 「禁断の果実」 - Kindan no Kajitsu                            | 1º luglio 2012    |         |
| 14                         | 「帰ってきた悪魔」 - Kaittekita Akuma                         | 8 luglio 2012     |         |
| 15                         | 「迷えるガリレオ」 - Mayoeru Garireo                          | 6 maggio 2012     |         |
| 16                         | 「つぐない」 - Tsugunai                                       | 15 luglio 2012    |         |
| 17                         | 「憎しみの欠片」 - Nikishimi no Pīsu                          | 22 luglio 2012    |         |
| 18                         | 「ピノクルの思結」 - Pinokuru no Kakugo                       | 29 luglio 2012    |         |
| 19                         | 「その男, ヘルベルトにつき」 - Sono Otoko, Heruberuto Nitsuki | 5 agosto 2012     |         |
| 20                         | 「覚醒」 - Kakusei                                            | 12 agosto 2012    |         |
| 21                         | 「愚者のパズル再び」 - Gusha no Pazuru Futatabi               | 19 agosto 2012    |         |
| 22                         | 「悲しき道化師」 - Kanashiki Dōkeshi                          | 26 agosto 2012    |         |
| 23                         | 「盤上の支配者」 - Banjō no Shihaisha                         | 2 settembre 2012  |         |
| 24                         | 「神の誤算」 - Kami no Gossan                                 | 9 settembre 2012  |         |
| 25                         | 「閉じた世界」 - Tojita Sekai                                 | 16 settembre 2012 |         |
| 26                         | 「無限のパズルを解き放て！」 - Mugen no Pazuru wo Tokiharate  | 23 settembre 2012 |         |

#### Colonna sonora
Sigle di apertura
- Brain Diver cantata da May'n (1ª serie)
- Now or Never cantata da Nano (2ª serie)

Sigle di chiusura
- Hologram (ホログラム?) cantata da Natsumi Kiyoura (1ª serie)
- Super Step cantata da ammoflight (2ª serie)

### Manga
Un manga ispirato all'anime è stato realizzato da Yoshiki Togawa ed è iniziato sulla rivista Newtype Ace della Kadokawa Shoten il 1º novembre 2011. Il 24 marzo 2012 è stato pubblicato il primo volume tankoubon.

### Videogioco
Un videogioco ispirato alla serie, ed intitolato Phi Brain: Kizuna no Puzzle (ファイ･ブレイン ～絆のパズル?) è stato sviluppato dalla Arc System Works per PlayStation Portable e sarà pubblicato in Giappone il 31 maggio 2012.